# بيتونيا

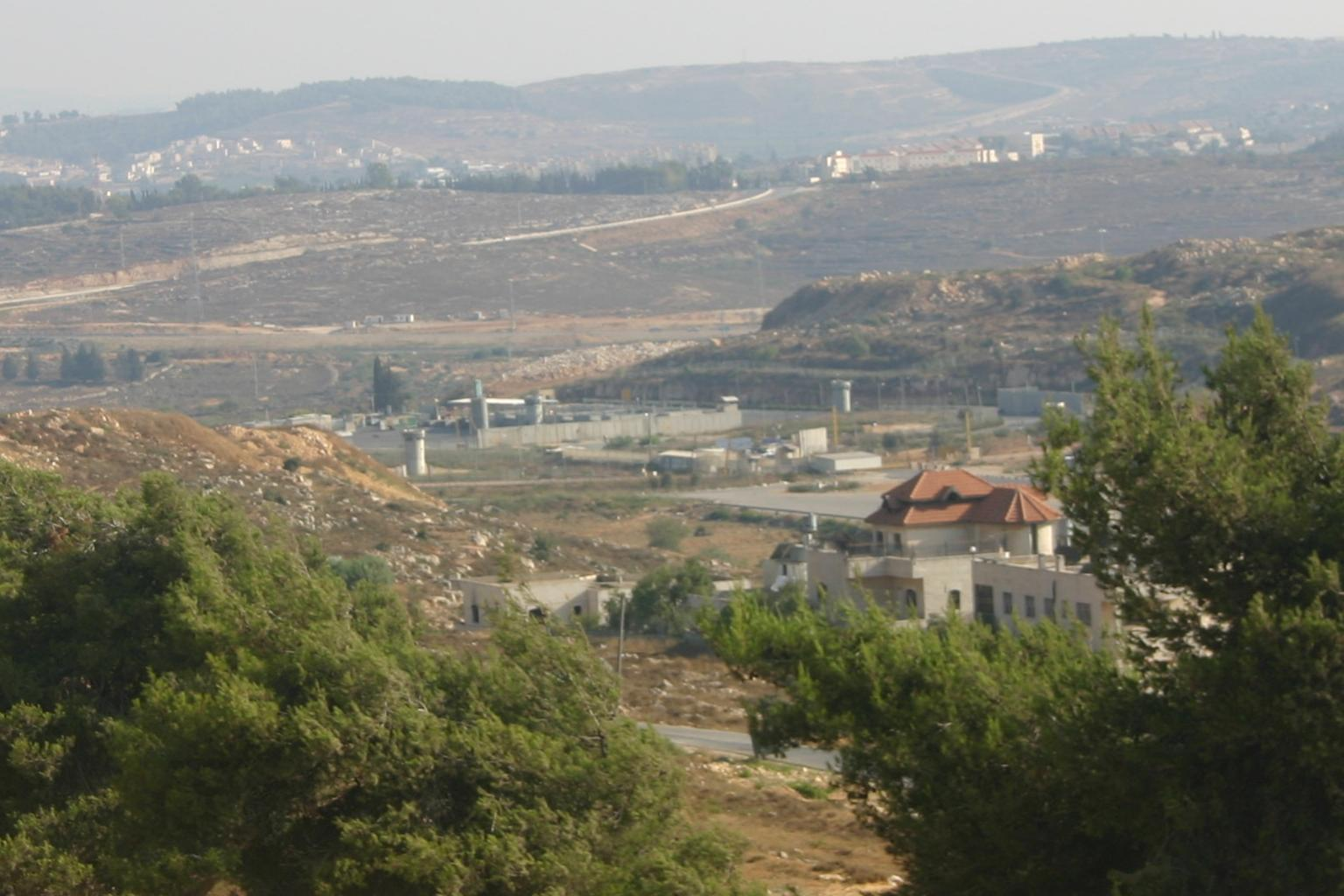
بلدة بيتونيا

بيتونيا هي بلدة فلسطينية تقع بين القدس ورام الله، وبالتحديد على بعد 4. 5 كم غرب مدينة رام الله وترتفع عن سطح البحر حوالي 820 م تبلغ مساحة اراضيها الكلية 23366 دونماً منها 1750 دونماً مزروعة بالزيتون.وبيتونيا اليوم متصلة البناء بمدينة رام الله وخاصة المنطقة الصناعية، وكذلك قرية رافات الجيب وبيت دقو والطيرة وبيت عور الفوقا وعين عريك ويبلغ عدد السكان في الوقت الحاضر 22000 نسمة.
، وتتبع إداريا لمحافظة رام الله والبيرة في الضفة الغربية وتعتبر المدينة الثالثة في المحافظة من حيث الاتساع وقد نشأت قبل الميلاد وواكبت العصور القديمة والأحداث التاريخية والسياسية التي مرت بها الأراضي الفلسطينية وبيت المقدس.

## أحياؤها
تتصل أحياؤها من الجهة الشرقية والشمالية بحدود مشتركة بطول (12كم)، مكونة وحدة جغرافية وحضرية واحدة. وتحيط بها مجموعة من القرى الفلسطينية من جهة الغرب والشمال والجنوب وتعتمد عليها هذه القرى في المجال الاقتصادي والعمل والاتصالات، وتطل أحياؤها وجبالها على السواحل الشرقية للبحر المتوسط. تنتشر أحياؤها على مجموعة تلال وجبال وأودية مشكلة منظر طبيعي متميز وبيئة نظيفة وترتفع عن سطح البحر ب(820 م).ومن الحارات المشهورة حارة الفلوجة في البلدة القديمة التي يظهر عليها الطابع القديم من حيث المباني والمحلات التجارية والمسجد... وحارة العجاجرة التي تقع في منطقة رأس يعقوب بالقرب من البلدية
ومن أهم احياؤها حي الكروم الشمالية وهو حي جديد وذو عمارة تقليدية جديدة.

### مساحتها
تبلغ مساحة أراضيها الإجمالية (25كم2) منها (5 كم2) هي المنطقة الحضرية المنتشرة عليها الأبنية والباقي مناطق زراعية تتوفر فيها الزراعة البعلية وقسماً منها مروية. لقد تطورت وتوسعت المنطقة الحضرية خارج البلدة القديمة التي ما زالت تحتفظ بسماتها التاريخية والمعمارية الجميلة. وان توفر المناطق الخضراء والمحميات الطبيعية في أراضيها وكذلك عيون المياه الطبيعية مثل عين جريوت يعطي الإمكانية والفرصة لاستغلال هذه المناطق لإنشاء مناطق سياحية وترفيهية مستقبلاً وفي حالة إنهاء مشاكل الجدار العنصري وقيود الاحتلال.
وعلى الرغم مما حدث لمواطنيها من معاناة ولأحيائها من تدمير ومن التأثيرات السلبية القاسية على المجتمع المحلي فيها من إقامة الجدار العنصري على أراضيها، فقد بدأت أخيرا في إعادة البناء والتطوير، فهي مدينة لا تعرف الجمود والتوقف وهي ذات وتائر نمو سريعة حضرياً واقتصادياً وثقافياً، وفيها الآن نهضة عمرانية وتجارية وثقافية هامة ومتميزة.

## سكانها
يبلغ عدد سكان المدينة حوالي 42,000 نسمة. وتتصف العلاقات بين السكان بالتسامح والتعاون يعملون معاً لبناء الدولة المستقلة ونظرا للتطور والنمو السريع في المدينة والتسهيلات في مجال الخدمات والمعاملات التي تقدمها البلدية في مجال الاستثمار فأن نسبة النمو السكاني تبلغ 6%.
كما أن قسماً من أهالي المدينة يقيمون في أمريكا الشمالية واللاتينية وخاصة في البرازيل والولايات المتحدة الأمريكية ويقدر عددهم بحوالي 15,000 نسمة وتربطهم بوطنهم الأم علاقات وثيقة ويقومون عادة بتقديم المساعدات والتبرعات لمدينتهم لإنشاء مدارس وجمعيات وخدمات أخرى.
وقد شهدت المدينة عامي 1948 و1967 نكبة فلسطين ونزوح عائلات كثيرة إليها بعد تهجيرهم من مدنهم وقراهم من قبل حكومات إسرائيل.

## بلدية بيتونيا
تأسست عام 1965 وكان أول رئيس للبلدية فخري عيسى، أما الآن فيرأسها شاكر دولة. وعدد أعضاء مجلسها 13 منهم 2 من النساء و11 من الرجال.